# M10 (Mashreq)
De M10 is een primaire oost-westroute in het Internationaal wegennetwerk van de Arabische Mashreq, die door Noord-Irak en het oostelijke Middellandse Zeegebied loopt. De weg begint bij de Iranese grens bij Hajj Omran en loopt daarna via Erbil, Mosoel, Kamishli en Aleppo naar Latakia. Daarbij voert de weg door twee landen, namelijk Irak en Syrië.

## Nationale wegnummers
De M10 loopt over de volgende nationale wegnummers, van oost naar west:
| Nummer | Tracé          |
| Irak   | Irak           |
| ------ | -------------- |
| 3      | Iran - Erbil   |
| 2      | Erbil - Mosoel |
| 1      | Mosoel - Syrië |
| Syrië  |                |
| M4     | Irak - Latakia |

M5 · 
M7 · 
M9 · 
M10 · 
M15 · 
M20 · 
M25 · 
M30 · 
M35 · 
M40 · 
M45 · 
M47 · 
M50 · 
M51 · 
M55 · 
M60 · 
M65 · 
M67 · 
M70 · 
M75 · 
M80 · 
M90 · 
M100